# Dardo Rocha
Dardo Rocha, menos conocido como Dardo Rocha Arana y nacido como Juan José Carlos Jacinto Dardo Rocha y Arana (Buenos Aires, 1 de septiembre de 1838 - ib., 6 de septiembre de 1921), fue un abogado, político, diplomático, militar, periodista y docente argentino, fundador de las ciudades de Necochea en 1881, de La Plata, capital de la provincia de Buenos Aires, en 1882, de Coronel Vidal y de Pehuajó, ambas en el año 1883, y de Tres Arroyos en 1884. Fue mentor y primer rector de la Universidad de La Plata desde 1897 hasta 1905.
En su juventud actuó en las guerras civiles argentinas y con el rango de sargento mayor en la Guerra del Paraguay. Posteriormente se dio de baja en el Ejército Argentino y fue elegido gobernador de la provincia de Buenos Aires desde 1881 hasta 1884.

## Biografía hasta el título de doctor en abogacía

### Origen familiar y primeros años

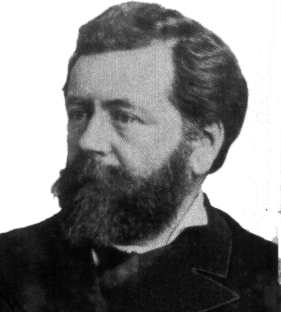
Dardo Rocha Arana

Juan José Dardo Rocha nació el 1 de septiembre de 1838 en la ciudad de Buenos Aires, capital de la provincia homónima que formaba parte de la entonces Confederación Argentina. Sus padres eran el militar y hacendado Juan José Rosendo Rocha —un soldado de los generales José María Paz y Juan Galo Lavalle— que participó en la guerra del Brasil y del Paraguay con el rango de teniente coronel, y su mujer Juana Josefa de la Trinidad Arana Olivera. Dardo Rocha fue bautizado en la iglesia de San Nicolás de Bari el 23 de octubre del año de nacimiento.
Era nieto del comerciante andaluz Diego José Arana y Pabón (Trebujena de Cádiz, reino de Sevilla, España, 1749-Buenos Aires, 28 de diciembre de 1834), que se había radicado en la Buenos Aires virreinal en 1808, y de su tercera esposa Victoria de Olivera Melo-Coutinho y Ortega (Buenos Aires, 1782-ib., 7 de junio de 1872) con la que se había casado en la citada ciudad el 25 de mayo de 1809.
Sus abuelos paternos eran el capitán Juan José Mariano de Rocha Esparza Cabral de Melo y Alderete y su cónyuge Bernardina Durán y Porcel de Peralta. Además era sobrino segundo del futuro gobernador bonaerense Emilio Castro Rocha.
A muy temprana edad, poco más de un año, Dardo tuvo que emigrar con su madre a Montevideo debido a las persecuciones rosistas de las familias unitarias, y ella misma fue quien le enseñó las primeras letras en el corto exilio. Al regresar a los pocos años a Buenos Aires, a causa de la atenuación de la campaña contra los opositores, inició sus estudios primarios en el Colegio Republicano desde 1846 hasta 1848, dirigido por Mariano Martínez quien fuera también su maestro, para pasar al secundario de latín en el convento de San Francisco hasta 1851 e ingresaría a la universidad en 1853.

### Inicios de su carrera periodística
En 1853 hizo la traducción de una pequeña novela, la cual envió al periódico de Montevideo "El Recuerdo", iniciándose de esta manera en el periodismo y por lo cual fundó el 19 de julio de 1857, con Felipe Varela y Juan Chassaing, un periódico combativo llamado "La Nueva Regeneración".

### Estudios académicos

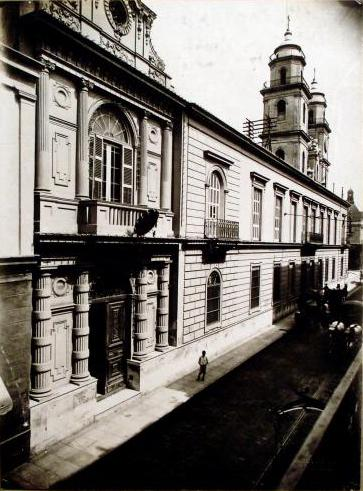
El Colegio Central y el convento de San Francisco, en donde se dictaban clases del «Departamento de Jurisprudencia» de la Universidad de Buenos Aires, desde 1814 hasta 1876.

Cursó el primer año de Filosofía en 1855, siendo alumno de su tío lejano Miguel Francisco de Villegas quien más tarde sería su concuñado. En 1856 fue designado oficial primero de la Biblioteca Pública de Buenos Aires. Comenzó su incursión en las letras en 1857, con un pequeño ensayo biográfico sobre Bernardino Rivadavia.
En 1858, a los veinte años de edad, su padre lo inició en la logia Constancia N.º 7 de Buenos Aires.
Comenzó a incursionar en el periodismo a la par de iniciar sus estudios superiores que debió postergar a raíz del conflicto entre el Estado de Buenos Aires y la Confederación Argentina en 1859, donde tuvo una participación muy activa. Ya en 1860, restablecida la paz, reinició sus estudios en la Universidad de Buenos Aires pero en 1861 debió volver a postergarlos temporalmente por la nueva ruptura entre la provincia y la confederación.
El 20 de abril de 1863 presentó su tesis doctoral en jurisprudencia sobre Derecho Constitucional que se titula «La ley Federativa» y que expresa lo siguiente:

"La ley federativa es la única compatible con la paz y la actual libertad del país."

En su tesis se trataba los antecedentes políticos argentinos y sus condiciones naturales a la luz de los elementos unitarios y federales. Al ser aprobada, obtuvo de esta forma la graduación de doctor en abogacía el 28 de mayo del mismo año, aunque su título se lo entregarían cinco años después.
El 19 de noviembre de 1863 ingresó a la «Academia Teórico-Práctica de Jurisprudencia», adonde rindió un brillante examen de admisión.

## Etapa de militar en las guerras civiles y en la del Paraguay, y como docente

### Participación como militar en las guerras civiles argentinas
Como militar participó en la guerra entre la Confederación Argentina y el Estado de Buenos Aires. Al principio, con el grado de subteniente segundo, fue designado secretario del coronel Antonio Susini quien fuera el jefe de la Escuadra de la Compañía de Cazadores del 2.º Batallón del Regimiento N.º 1 de Guardias Nacionales de Infantería. Librada la batalla de Cepeda el 24 de octubre de 1859, actuó como comisionado para entregar un parte a Valentín Alsina que le enviaba Bartolomé Mitre, el general en Jefe del Ejército de Operaciones.
Cuando se restableció la paz en 1860, fue nombrado fiscal especial de Marina. Actuó en la batalla de Pavón con el grado de teniente primero de la antedicha compañía en 1861. Lo nombraron en 1862, secretario militar del general Juan Andrés Gelly y Obes que era ministro de Guerra y Marina, además de Comisionado Nacional de Corrientes para sostener las autoridades constituidas. Se desempeñó como oficial primero de la Secretaría de Negocios Constitucionales y luego con la misma categoría en el Ministerio del Interior que se organizó por decreto el 11 de octubre del mismo año, renunciando al mismo, el 13 de septiembre de 1864.

### Con el rango de sargento mayor en la Guerra del Paraguay

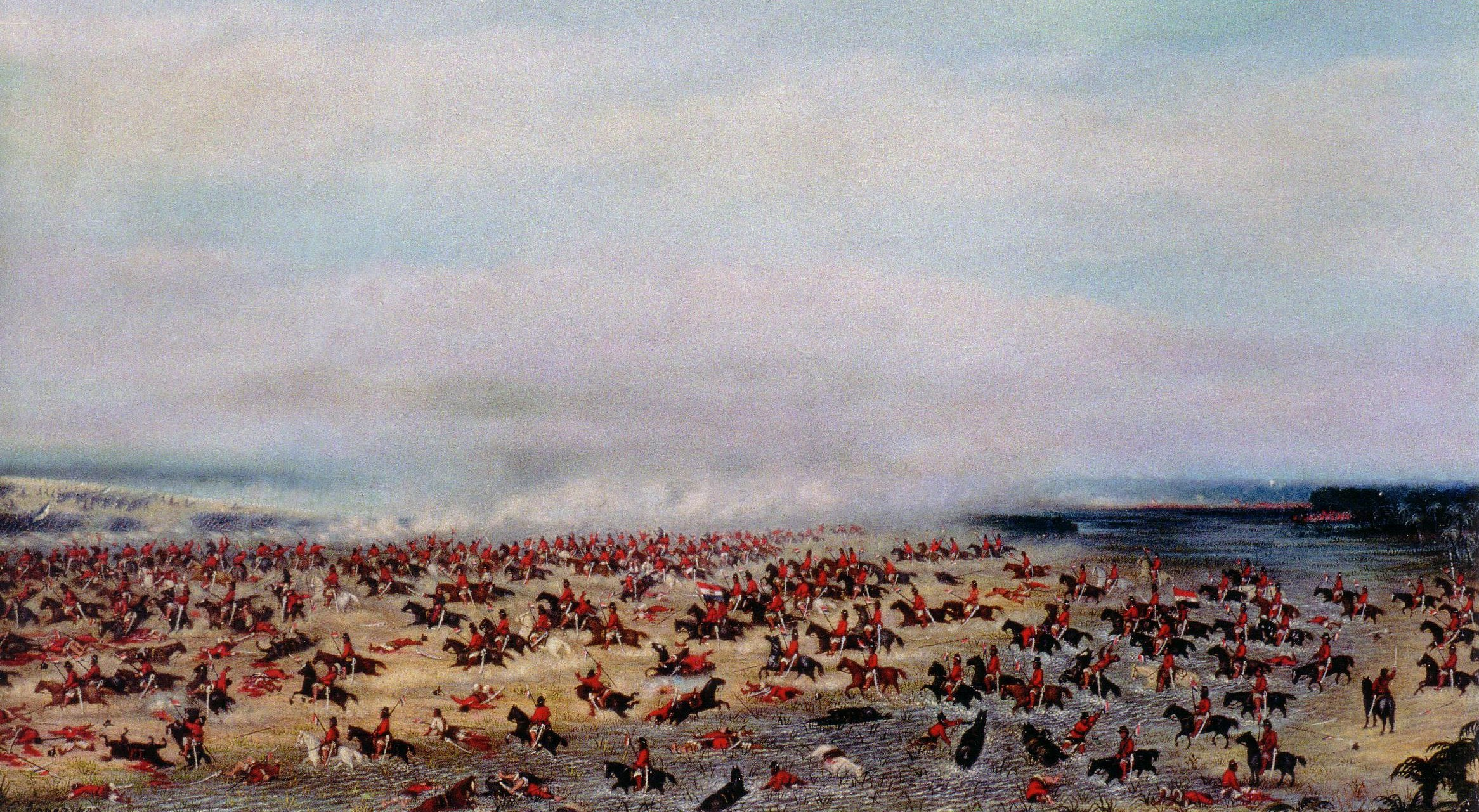
Batalla de Tuyutí, la más sangrienta de las batallas sudamericanas (por Cándido López).

También participó en la guerra de la Triple Alianza desde enero de 1866 hasta mayo de 1867, con el rango de sargento mayor, siendo segundo jefe del 5.º Batallón de la 2.ª División «Buenos Aires» que formaba parte de la 4.ª Brigada del Ejército Argentino. Combatió el 31 de enero de 1866 en la batalla de Pehuajó, en la cual quedó al frente de las fuerzas debido a la caída en combate del jefe de regimiento Carlos Keen.
Luego participó junto al entonces coronel Ignacio Rivas en las tres batallas de Estero Bellaco, además de participar en la misma el entonces teniente primero Conrado Villegas y el sargento mayor Antonio Manuel Silva Campero del cuerpo legionario de Sanidad Militar, en la batalla de Tuyutí y en la de Curupaytí, adonde fue gravemente herido.
En esta última batalla murió Dominguito Fidel Sarmiento, el hijastro de Domingo Faustino Sarmiento (adoptado de su segundo matrimonio en 1848) que fuera el futuro presidente argentino y a quien Dardo había conocido personalmente pocos años antes, en Buenos Aires.

### Breve incursión en la docencia
Para incrementar sus entradas de dinero, Dardo Rocha fundó en Buenos Aires el «Colegio de Mayo», junto a Eduardo Wilde, Antonio Zinny y Luis José de la Peña, y se transformó en docente, nombrándose como director del mismo a Zinny pero a raíz de la nueva ruptura de la paz entre la provincia y la confederación en 1861, dejó el cargo de profesor, dedicándose a la milicia.

## Funcionario de gobierno provincial y nacional

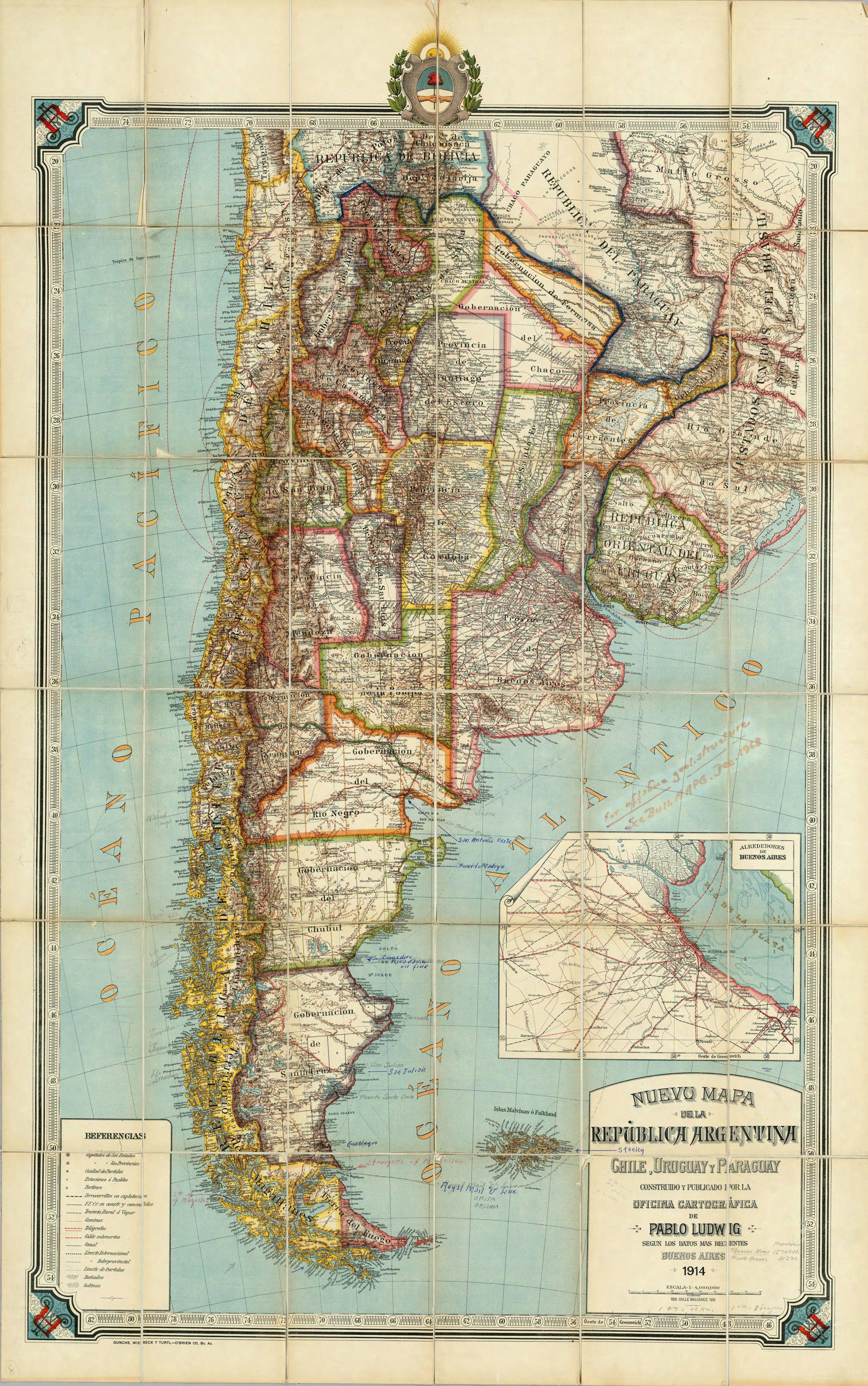
Nación Argentina (1914)

### Diputado provincial y separación del ejército
Su primer cargo político fue el de diputado en la legislatura de Buenos Aires el 27 de marzo de 1864, casi un año después de recibirse de doctor en jurisprudencia.
Luego de regresar de la guerra del Paraguay en mayo de 1867, fue nombrado miembro de la Cámara de Representantes, extendiéndole un certificado de separación del ejército, en septiembre del citado año.
A principios del año 1868 fue nombrado por el entonces gobernador bonaerense Adolfo Alsina como oficial mayor del ministerio provincial, y el 3 de junio, pasó a ser ministro interino de Hacienda de la Provincia de Buenos Aires hasta el 10 de octubre del mismo año, en reemplazo del doctor Mariano Adrián Varela. Al mismo tiempo el oficial mayor primero del ministerio provincial José Miguel Núñez Barahona pasó a ser ministro de Gobierno de la Provincia de Buenos Aires, inicialmente de forma interina, en reemplazo del doctor Nicolás Avellaneda, pero confirmado en el cargo el 22 de julio del mismo año hasta el final del mandato de Alsina.
Al finalizar la citada guerra en 1870, se convirtió en un enviado confidencial ante el gobierno del Paraguay para las negociaciones de paz con dicha república.

### Diputado y senador nacional

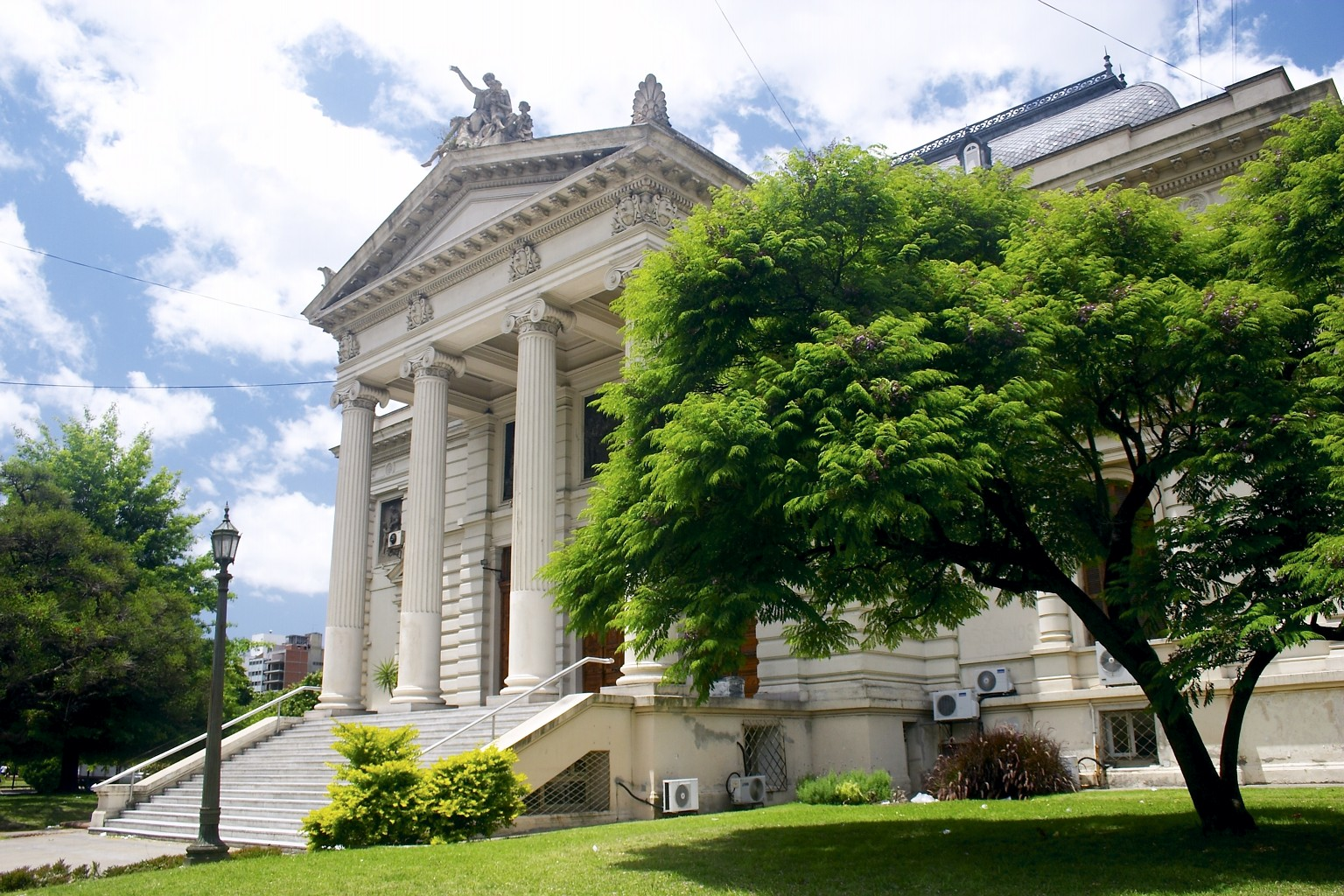
Legislatura de la provincia de Buenos Aires en la ciudad de La Plata, desde 1884.

En 1872 fue elegido diputado al Congreso Nacional. Al año de haberse casado, fue nombrado senador nacional en agosto de 1874, ocupándolo hasta el año de 1881.
Durante su etapa como legislador tomó medidas de gran importancia. En primer lugar, con el objetivo de mantener la estabilidad y el orden, hizo triunfar el voto público en las elecciones. Por otro lado, su preocupación por el futuro desarrollo del país lo llevó a desplegar algunas iniciativas, tales como el cuidado a la navegación del río Bermejo y la protección aduanera de las industrias nacionales. Debido a la situación de guerra con Chile, dotó al ejército nacional de armamento y artillería para obtener la paz. En 1870 formó parte de la convención que reformó la Constitución de la Provincia de Buenos Aires de 1854. 
El doctor Dardo Rocha contribuyó, durante la presidencia de Nicolás de Avellaneda, a sofocar el movimiento revolucionario de 1874 encabezado por el general Mitre, que fue vencido en La Verde durante el mismo año. También tuvo un rol importante en el Partido Autonomista liderado por Adolfo Alsina. 
Formaba parte del grupo de porteños que consideraba importante la designación de una capital permanente para la república. Por eso, en su carácter como presidente de la Comisión del Senado y miembro informante del proyecto de ley enviado por Nicolás de Avellaneda, en 1880 logró obtener la sanción que declaró la federalización de la ciudad de Buenos Aires.
Claro exponente de la generación del ‘80, formó parte de la elite dirigente que definió la organización del Estado nacional bajo el lema “orden y progreso”. Una época marcada por el auge del positivismo, en la que el progreso también estaba dado por la ciencia.

## Gobernador de la provincia de Buenos Aires
El renombre y prestigio adquirido por el doctor Dardo Rocha en la provincia de Buenos Aires, hizo que lo elevaran al cargo de gobernador de la misma el 1.º de mayo de 1881, luego de rechazar un ministerio ofrecido por el general Julio Argentino Roca y siendo acompañado por Adolfo Gonzales Chaves como vicegobernador.

### Fundador de la ciudad de La Plata

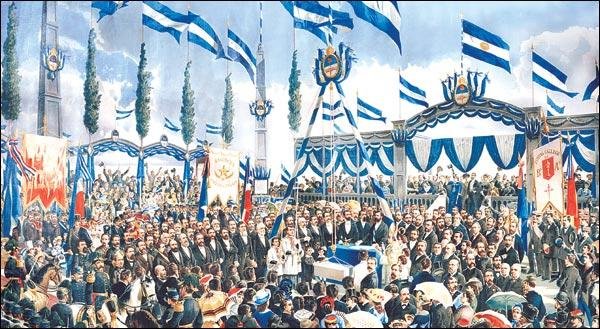
Colocación de la Piedra Fundamental en la plaza Moreno de La Plata.

Su primer labor de gobierno fue el buscar un lugar que sirviera de centro gubernamental provincial, ya que Buenos Aires se había federalizado en 1880, convirtiéndose en capital de la República Argentina.
El lugar elegido para la futura fundación de la nueva ciudad fue en una zona elevada llamada «Lomas de Ensenada» en el municipio homónimo, cuya ciudad fue declarada capital provisoria de la provincia de Buenos Aires en 1882, mientras se construía la definitiva.
Envió el proyecto de fundación de la misma que se llamaría La Plata, luego de algunas oposiciones de la Cámara legislativa, el 14 de mayo de 1882, aprobado por el Senado el 20 de abril y por la Cámara de Diputados el 27 del mismo mes. De esta forma, quedó promulgado por el Poder Ejecutivo el 1.º de mayo del citado año, colocándose la piedra fundamental de la futura Capital el 19 de noviembre de 1882, habiendo aprobado la ubicación de los más importantes edificios públicos.
Vigiló personalmente los trabajos de construcción, y el 15 de abril de 1884, se instalaron en su nuevo asiento las autoridades provinciales, en cuyo acto de inauguración apadrinó la ceremonia el Presidente de la Nación Argentina, el general Julio A. Roca, declarándose festiva esa histórica jornada.

### Obras gubernamentales y erección de nuevas ciudades

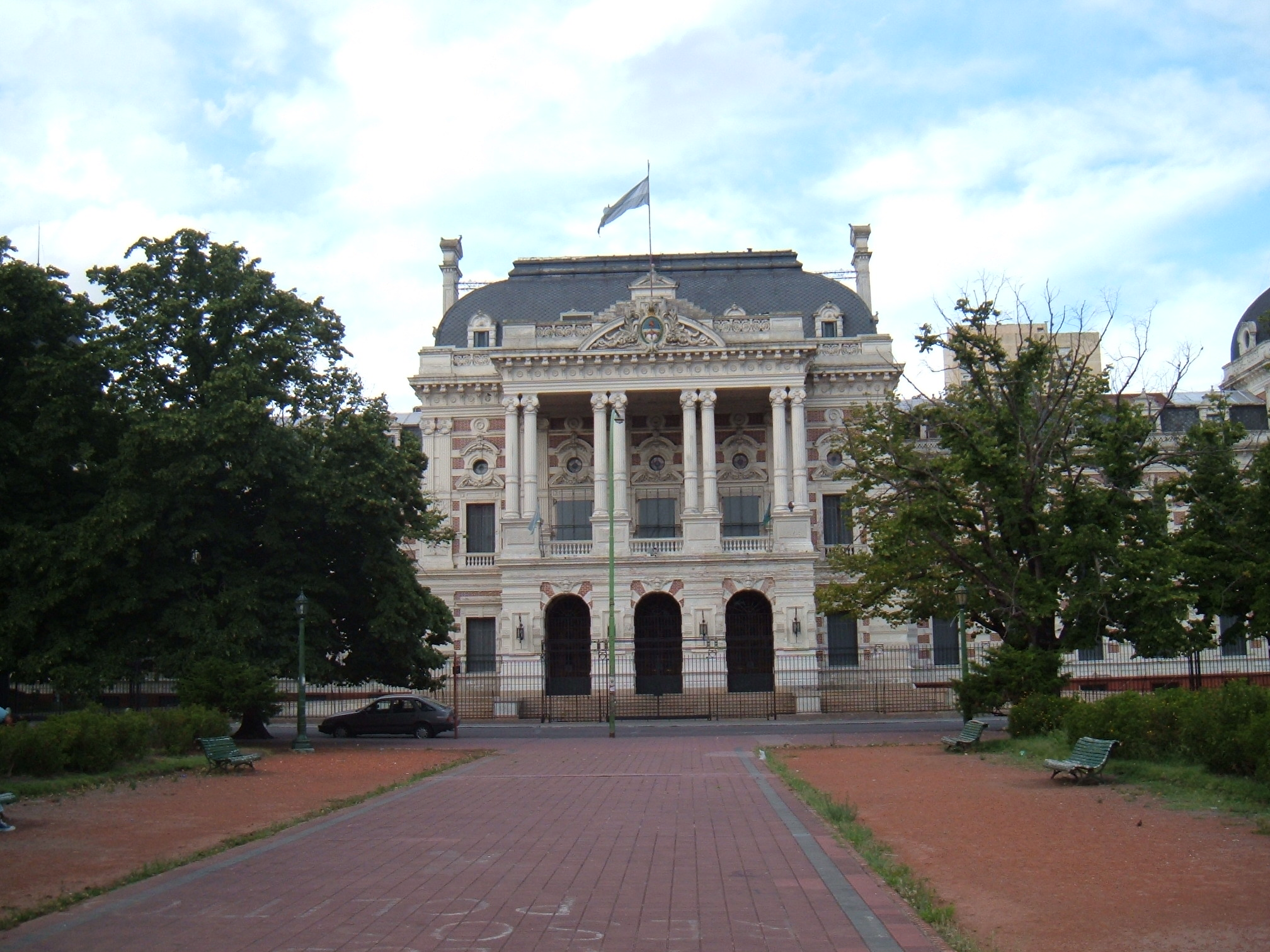
Casa de Gobierno de la provincia de Buenos Aires, en la ciudad de La Plata.

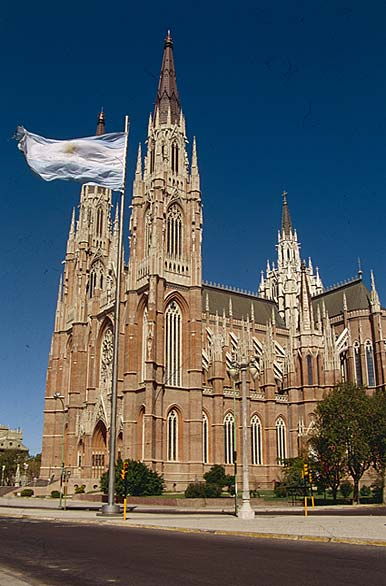
Catedral de La Plata.

El doctor Dardo Rocha hizo una promesa pública para cuando fuera mandatario de la provincia:

"He de extender un kilómetro de vías por cada día de mi gobierno"

Promesa que se hizo realidad introduciendo los ferrocarriles Decauville en el país y construyendo las vía férreas hasta Mar del Plata, Benito Juárez y Bahía Blanca. Organizó el primer censo general de la provincia en 1881.
Además, el gobernador Rocha mejoró la red caminera en más de dos mil kilómetros y extendió el telégrafo a lo largo de ochocientos kilómetros en la provincia. De esta forma la instrucción pública adquirió un excelente desenvolvimiento creando una Escuela de Artes y Oficios.
Inclusive proyectó y obtuvo la sanción de leyes protectoras de la ganadería y de la agricultura. Por su gran entusiasmo en los estudios agronómicos, fundó el primer Instituto Científico Superior llamado «Escuela de Santa Catalina», y estimuló el cultivo de lino.
También propendió la mestización del ganado adquiriendo muy buenos reproductores ingleses. Proveyó de agua potable a las ciudades y contribuyó a la nivelación de más de dos mil leguas cuadradas del territorio provincial con fines de navegación y desagües.
Proyectó el levantamiento de una carta geográfica de la república y creó el Observatorio Astronómico de la Ciudad de La Plata. El doctor Rocha instituyó la aplicación de la fotografía en las cárceles, ordenando también la abolición del cepo.
Fundó otros centros de población como las ciudades de Necochea el 12 de octubre de 1881 y en 1883 las de Coronel Vidal el 28 de mayo y Pehuajó el 3 de julio, y por último la ciudad de Tres Arroyos el 24 de abril de 1884. Además proyectó la construcción de los puertos de Ingeniero White —del Partido de Bahía Blanca— y Mar Chiquita, y del gran puerto de Ensenada.
La ciudad de La Plata fue dotada de alumbrado público eléctrico (1883), donde se usó por primera vez en todo Latinoamérica, siendo completada la iluminación de toda la ciudad para 1886. Su descubridor, Thomas Edison, quien en 1878 había construido la primera lámpara incandescente con un filamento de bambú carbonizado que permaneciera encendida durante más de 48 horas, lo había establecido en un barrio de Nueva York meses atrás, el 17 de diciembre de 1880. También fue la primera ciudad de Argentina que pudo poner en marcha un tranvía eléctrico en 1892.

## Cargos burocráticos, la revolución de 1890 y la renuncia del presidente Juárez Celman

### Senador nacional y viaje a Europa
En mayo de 1884 volvió a ocupar la banca de senador por la provincia de Buenos Aires en el Congreso Nacional. Además, entre dicho año y 1887 fue director político del diario «El Nacional de Buenos Aires».
Dardo Rocha fue uno de los líderes más importantes del Partido Autonomista Nacional (PAN) conducido por Julio A. Roca. Cuando este último finalizó su mandato como presidente de la Nación en 1886, Rocha esperaba ser su sucesor y proclamó su candidatura al cargo pero finalmente fue desplazado por Miguel Juárez Celman (1886-1890). La Cámara de Senadores de la Nación, en 1887, le concedió la licencia para viajar a Europa, de donde regresaría en el año de 1889.

### Mediador de los revolucionarios de 1890 y consecuencias

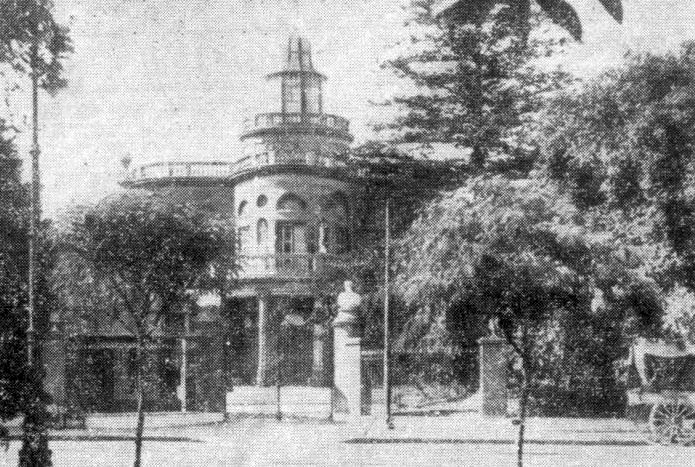
El «Palacio Miró», en la ciudad de Buenos Aires, fue usado como principal cantón revolucionario en 1890.

Al poco tiempo, tuvo destacada participación en los sucesos revolucionarios de 1890 que tratábase de una insurrección cívico-militar producida el 26 de julio a consecuencia de un pánico económico-financiero que derivó en una grave crisis durante el mandato del presidente Miguel Juárez Celman.
Dicha revolución estuvo dirigida por un facción política neoformada llamada Unión Cívica, liderada por Leandro N. Alem, Bartolomé Mitre, Aristóbulo del Valle, Bernardo de Irigoyen, Francisco Barroetaveña, Antonio Manuel Silva y algunos más.
Dardo Rocha y otras personalidades como Luis Sáenz Peña, el banquero Ernesto Tornquist, el general Benjamín Victorica y Eduardo Madero, aprovecharon la tregua que se había establecido el día siguiente para comenzar a actuar como mediadores entre los bandos, por lo cual los revolucionarios pusieron dos condiciones fundamentales, siendo estas, la amnistía a todos los participantes y la renuncia del Presidente.
En un primer momento Carlos Pellegrini quien fuera el vicepresidente, aceptó la propuesta pero posteriormente terminó oponiéndose al enterarse de que Roca también estaba negociando la renuncia de su cargo. Finalmente, el martes 29 de julio se firmó en el Palacio Miró la capitulación de los insurrectos, estipulando las condiciones de la rendición y el proceso de desarme de la tropa. Una vez vencida la revolución, la Cámara de Senadores se reunió para tratar lo sucedido, siendo en ese mismo año sancionada la «Ley de Amnistía», la cual había sido de la autoría del doctor Rocha.
El 6 de agosto, el presidente Juárez Celman presentó su renuncia que fue aceptada inmediatamente y en su reemplazo, asumió en el cargo presidencial, Carlos Pellegrini quien nombró como su ministro del Interior a Julio A. Roca quien fuera el más fortalecido por los acontecimientos.

## La universidad de La Plata, último cargo como funcionario argentino y deceso

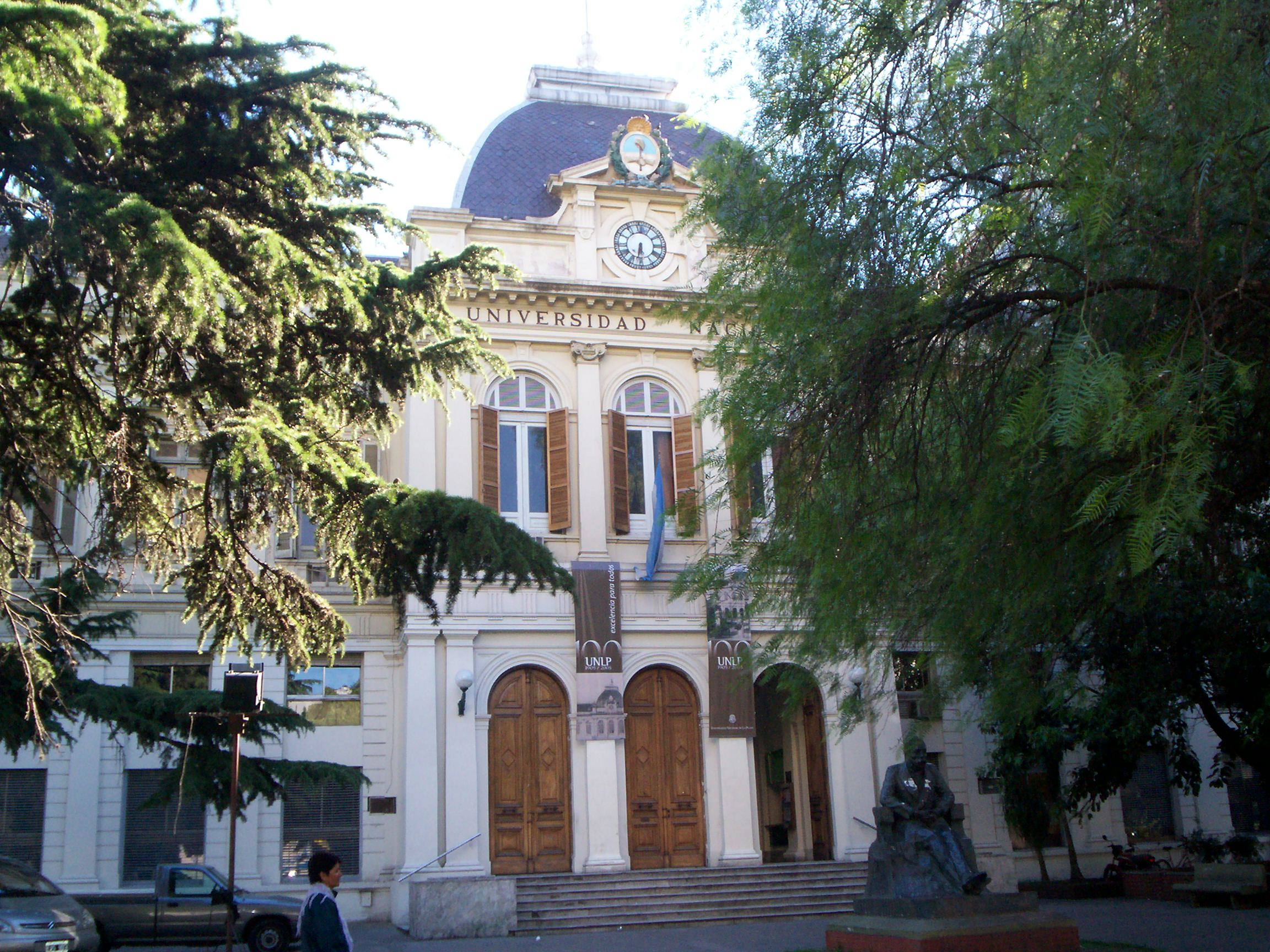
Presidencia de la Universidad Nacional de La Plata (UNLP).

### Primer rector de la Universidad de La Plata y la reforma constitucional
Rafael Hernández fundó la Universidad de La Plata el 14 de abril de 1897 y su primer rector fue el doctor Dardo Rocha, cargo que desempeñó hasta su nacionalización en 1905 con las facultades de Derecho, Medicina, Ciencias Naturales y Farmacia. En la misma fue titular de la cátedra de Derecho Constitucional.
El doctor Dardo Rocha integró en marzo de 1898, la convención reformadora de la Constitución Nacional.

### Ministro plenipotenciario ante Bolivia y fallecimiento
Una de sus últimas actuaciones políticas el 10 de febrero de 1911, es la de enviado extraordinario y ministro plenipotenciario en la misión especial ante el gobierno de Bolivia, cumpliendo la delicada misión de reanudar las relaciones diplomáticas binacionales, deterioradas a raíz del fallo argentino por la cuestión limítrofe peruano-boliviana.

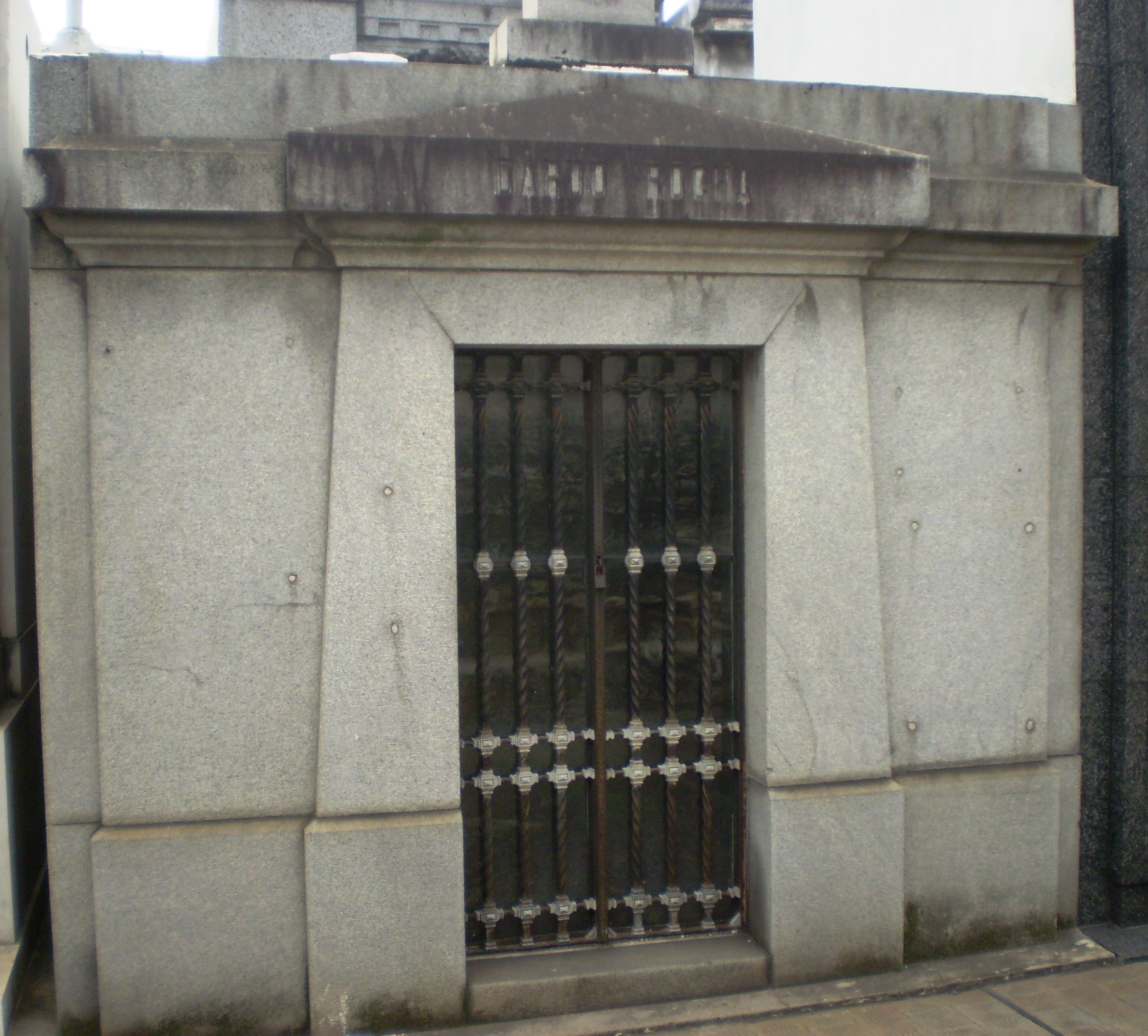
Bóveda familiar en el cementerio de la Recoleta.

El doctor Juan José Dardo de Rocha Arana fallecería en la ciudad de Buenos Aires el 6 de septiembre de 1921.
Sus restos fueron inhumados en la bóveda familiar del cementerio de la Recoleta.

## Traslado de sus despojos a la Catedral de La Plata

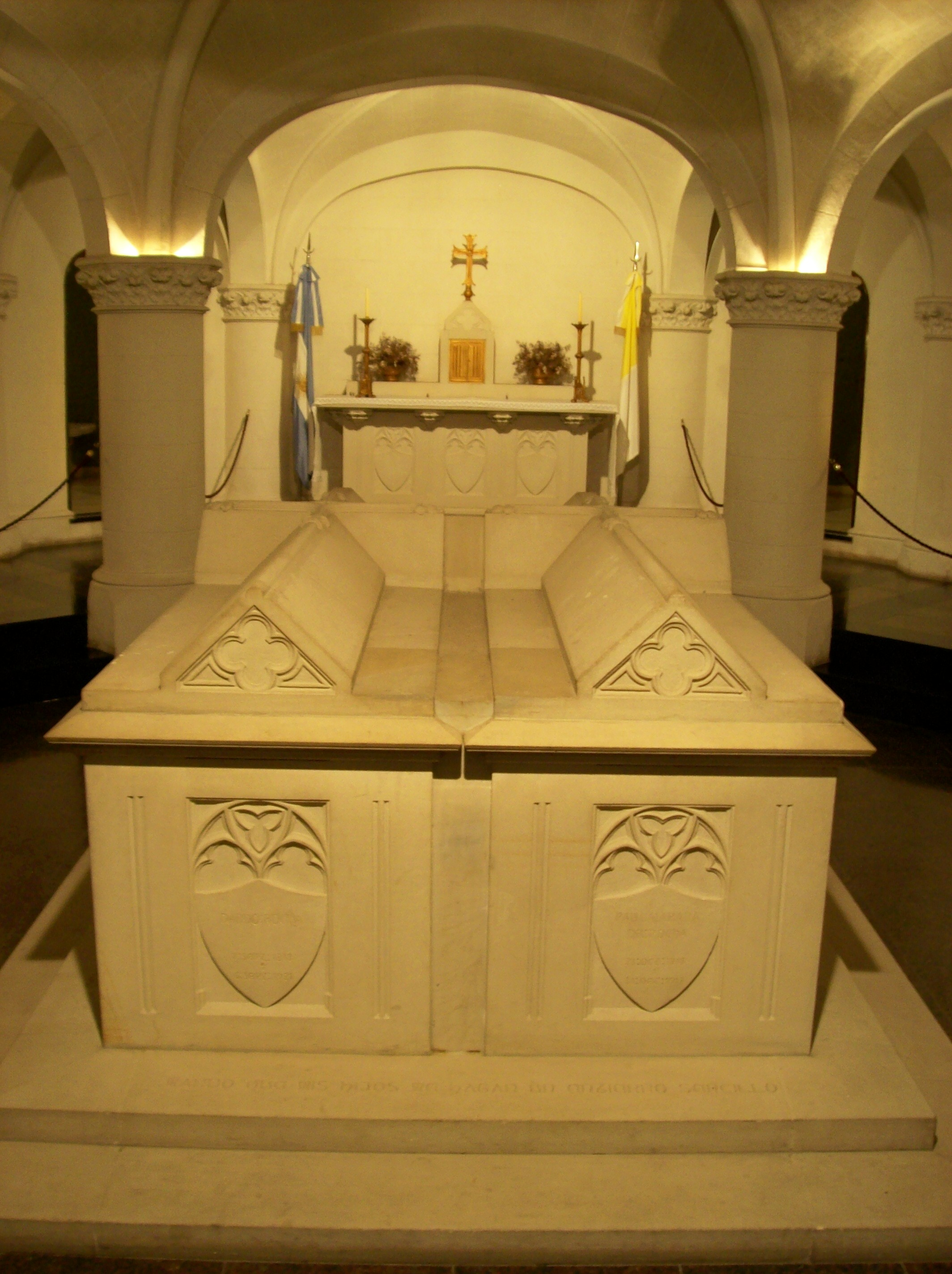
Cripta con la tumba de Dardo Rocha y su esposa, en la Catedral de La Plata.

En la década del `40 fueron trasladados a la Catedral de La Plata, por decisión de su hijo Carlos Dardo quien en aquel momento fuera el Intendente de La Plata, adonde descansan junto a su esposa Paula de Arana Merino.
Su casa de la calle Lavalle, de gran valor histórico y arquitectónico, fue demolida en 1973.

## Obras
- "Rasgos biográficos sobre D. Bernardino Rivadavia", Imprenta de las Artes, Buenos Aires, 1857.
- "Mensage a la Honorable Legislatura referente a la Capital de la Provincia", Imprenta de Pablo E. Coni, Buenos Aires, 1882.

## Matrimonio y descendencia
Dardo Rocha se unió en matrimonio el 23 de agosto de 1873, con su prima hermana Juana Paula Arana Merino (Buenos Aires, 23 de octubre de 1838-La Plata, 13 de diciembre de 1917), una hija de Diego José Pantaleón Arana Olivera (n. ib., 1813) y de su esposa desde 1835, Jacinta Merino Bonelo, que también fueran padres de Adela, Corina, Jacinta y de Victoria Arana Merino que se casó con el doctor Miguel de Villegas.
Del enlace entre Dardo Rocha y Paula Arana hubo por lo menos cinco hijos:
- Dardo Diego Juan José Carlos Rocha Arana (1873-1883).
- Juan José Carlos Jacinto Dardo Rocha Arana (1874-10 de septiembre de 1944), futuro comisionado municipal o intendente de la ciudad de La Plata el 25 de marzo de 1940 hasta el 13 de abril de 1941, casado con María Luisa Lavié pero sin sucesores.
- Dardo Melchor Ponciano Rocha Arana (1875-ca.1876).
- Jacinta Edelmira Haydée Donata Rocha Arana (ca.1876-Buenos Aires, 27 de agosto de 1962) casada con el doctor Tomás Bond que tuvieron un hijo llamado Dardo Diego Bond Rocha y quien al unirse en matrimonio con Ana Reynal, concibieran tres hijos.
- María Bernardina Paula Venecia Celia Rocha Arana (Buenos Aires, 1 de abril de 1877-ib. 29 de agosto de 1966).

## Ancestros
| \| \| \| \| \| \| \| \| \| \| \| \| \| \| \| \| \| \| \| \| 16. Martín de Rocha y Melo (tataranieto del hispano-asunceno Miguel Gómez de la Puerta y Saravia, vecino-fundador de la ciudad de Buenos Aires en 1580) \| \| \| \| \| \| \| \| \| \| \| \| \| \| \| \| \| \| \| \| \| \| \| \| \| \| \| \| \| \| \| \| \| \| \| \| \| \| \| \| \| \| \| \| \| \| \| \| \| \| \| \| \| \| 8. Juan José Romualdo Rocha \| \| \| \| \| \| \| \| \| \| \| \| \| \| \| \| \| \| \| \| \| \| \| \| \| \| \| \| \| \| \| \| \| \| \| \| \| \| \| \| \| \| \| \| \| \| \| \| \| \| \| \| \| \| 17. María Pascuala de la Torre y Mena (chozna del alcalde porteño Pedro de Izarra, también vecino-fundador de la ciudad de Buenos Aires en 1580) \| \| \| \| \| \| \| \| \| \| \| \| \| \| \| \| \| \| \| \| \| \| \| \| \| \| \| \| \| \| \| \| \| \| \| \| \| \| \| \| \| \| \| \| \| \| \| \| \| \| \| \| \| \| 4. Juan José Mariano Rocha \| \| \| \| \| \| \| \| \| \| \| \| \| \| \| \| \| \| \| \| \| \| \| \| \| \| \| \| \| \| \| \| \| \| \| \| \| \| \| \| \| \| \| \| \| \| \| \| \| \| \| \| \| \| 18. Juan Miguel de Esparza y Cabral de Melo (bisnieto del regidor porteño Cristóbal Cabral de Melo y Alpoin, tataranieto del teniente de gobernador bonaerense Francisco de Manzanares y de los azorano-portugueses Amador Vaz de Alpoim y de su esposa la infanzona Margarita Cabral de Melo, y trastataranieto del alcalde porteño Francisco Pérez de Burgos) \| \| \| \| \| \| \| \| \| \| \| \| \| \| \| \| \| \| \| \| \| \| \| \| \| \| \| \| \| \| \| \| \| \| \| \| \| \| \| \| \| \| \| \| \| \| \| \| \| \| \| \| \| \| 9. Camila Esparza Cabral de Melo y Alderete \| \| \| \| \| \| \| \| \| \| \| \| \| \| \| \| \| \| \| \| \| \| \| \| \| \| \| \| \| \| \| \| \| \| \| \| \| \| \| \| \| \| \| \| \| \| \| \| \| \| \| \| \| \| 19. Josefa González de Alderete \| \| \| \| \| \| \| \| \| \| \| \| \| \| \| \| \| \| \| \| \| \| \| \| \| \| \| \| \| \| \| \| \| \| \| \| \| \| \| \| \| \| \| \| \| \| \| \| \| \| \| \| \| \| 2. Juan José Rosendo Rocha \| \| \| \| \| \| \| \| \| \| \| \| \| \| \| \| \| \| \| \| \| \| \| \| \| \| \| \| \| \| \| \| \| \| \| \| \| \| \| \| \| \| \| \| \| \| \| \| \| \| \| \| \| \| 20. N. Durán \| \| \| \| \| \| \| \| \| \| \| \| \| \| \| \| \| \| \| \| \| \| \| \| \| \| \| \| \| \| \| \| \| \| \| \| \| \| \| \| \| \| \| \| \| \| \| \| \| \| \| \| \| \| 10. Estanislao Durán \| \| \| \| \| \| \| \| \| \| \| \| \| \| \| \| \| \| \| \| \| \| \| \| \| \| \| \| \| \| \| \| \| \| \| \| \| \| \| \| \| \| \| \| \| \| \| \| \| \| \| \| \| \| 5. Bernardina Durán y Porcel de Peralta \| \| \| \| \| \| \| \| \| \| \| \| \| \| \| \| \| \| \| \| \| \| \| \| \| \| \| \| \| \| \| \| \| \| \| \| \| \| \| \| \| \| \| \| \| \| \| \| \| \| \| \| \| \| 22. N. Porcel \| \| \| \| \| \| \| \| \| \| \| \| \| \| \| \| \| \| \| \| \| \| \| \| \| \| \| \| \| \| \| \| \| \| \| \| \| \| \| \| \| \| \| \| \| \| \| \| \| \| \| \| \| \| 11. Manuela Porcel de Peralta \| \| \| \| \| \| \| \| \| \| \| \| \| \| \| \| \| \| \| \| \| \| \| \| \| \| \| \| \| \| \| \| \| \| \| \| \| \| \| \| \| \| \| \| \| \| \| \| \| \| \| \| \| \| 23. N. de Peralta \| \| \| \| \| \| \| \| \| \| \| \| \| \| \| \| \| \| \| \| \| \| \| \| \| \| \| \| \| \| \| \| \| \| \| \| \| \| \| \| \| \| \| \| \| \| \| \| \| \| \| \| \| \| 1. Dardo Rocha Arana \| \| \| \| \| \| \| \| \| \| \| \| \| \| \| \| \| \| \| \| \| \| \| \| \| \| \| \| \| \| \| \| \| \| \| \| \| \| \| \| \| \| \| \| \| \| \| \| \| \| \| \| \| \| 24. Antonio José Javier López de Xarana \| \| \| \| \| \| \| \| \| \| \| \| \| \| \| \| \| \| \| \| \| \| \| \| \| \| \| \| \| \| \| \| \| \| \| \| \| \| \| \| \| \| \| \| \| \| \| \| \| \| \| \| \| \| 12. Diego José Arana Pabón \| \| \| \| \| \| \| \| \| \| \| \| \| \| \| \| \| \| \| \| \| \| \| \| \| \| \| \| \| \| \| \| \| \| \| \| \| \| \| \| \| \| \| \| \| \| \| \| \| \| \| \| \| \| 25. Leonor Micaela Pabón de Oviedo \| \| \| \| \| \| \| \| \| \| \| \| \| \| \| \| \| \| \| \| \| \| \| \| \| \| \| \| \| \| \| \| \| \| \| \| \| \| \| \| \| \| \| \| \| \| \| \| \| \| \| \| \| \| 6. Diego José Arana Olivera \| \| \| \| \| \| \| \| \| \| \| \| \| \| \| \| \| \| \| \| \| \| \| \| \| \| \| \| \| \| \| \| \| \| \| \| \| \| \| \| \| \| \| \| \| \| \| \| \| \| \| \| \| \| 26. Lucas Florentino de Olivera Sayas y Melo-Coutinho (hijo de Victoria de Melo-Coutinho y Correa, cuyo padre era tataranieto del luso-brasileño Juan de Melo Coutinho y Carvalho y de su esposa la hispano-charqueña Juana de Holguín y Ulloa, unos de los primeros pobladores de Buenos Aires en 1592, y descendiente del teniente de gobernador general cuzqueño Pedro Álvarez Holguín "Perálvarez" y de los capitanes donatarios capixabas Vasco Fernandes Coutinho "el Hijo" y "el Viejo") \| \| \| \| \| \| \| \| \| \| \| \| \| \| \| \| \| \| \| \| \| \| \| \| \| \| \| \| \| \| \| \| \| \| \| \| \| \| \| \| \| \| \| \| \| \| \| \| \| \| \| \| \| \| 13. Victoria de Olivera Ortega \| \| \| \| \| \| \| \| \| \| \| \| \| \| \| \| \| \| \| \| \| \| \| \| \| \| \| \| \| \| \| \| \| \| \| \| \| \| \| \| \| \| \| \| \| \| \| \| \| \| \| \| \| \| 27. Basilia Antonia de Ortega y Carvallo \| \| \| \| \| \| \| \| \| \| \| \| \| \| \| \| \| \| \| \| \| \| \| \| \| \| \| \| \| \| \| \| \| \| \| \| \| \| \| \| \| \| \| \| \| \| \| \| \| \| \| \| \| \| 3. Juana Josefa de la Trinidad Arana Olivera \| \| \| \| \| \| \| \| \| \| \| \| \| \| \| \| \| \| \| \| \| \| \| \| \| \| \| \| \| \| \| \| \| \| \| \| \| \| \| \| \| \| \| \| \| \| \| \| \| \| \| \| \| \| 28. Manuel Merino \| \| \| \| \| \| \| \| \| \| \| \| \| \| \| \| \| \| \| \| \| \| \| \| \| \| \| \| \| \| \| \| \| \| \| \| \| \| \| \| \| \| \| \| \| \| \| \| \| \| \| \| \| \| 14. Francisco Merino \| \| \| \| \| \| \| \| \| \| \| \| \| \| \| \| \| \| \| \| \| \| \| \| \| \| \| \| \| \| \| \| \| \| \| \| \| \| \| \| \| \| \| \| \| \| \| \| \| \| \| \| \| \| 29. María Antonia Troconis \| \| \| \| \| \| \| \| \| \| \| \| \| \| \| \| \| \| \| \| \| \| \| \| \| \| \| \| \| \| \| \| \| \| \| \| \| \| \| \| \| \| \| \| \| \| \| \| \| \| \| \| \| \| 7. Jacinta Merino Bonelo \| \| \| \| \| \| \| \| \| \| \| \| \| \| \| \| \| \| \| \| \| \| \| \| \| \| \| \| \| \| \| \| \| \| \| \| \| \| \| \| \| \| \| \| \| \| \| \| \| \| \| \| \| \| 30. Antonio Bonelo y Merlo \| \| \| \| \| \| \| \| \| \| \| \| \| \| \| \| \| \| \| \| \| \| \| \| \| \| \| \| \| \| \| \| \| \| \| \| \| \| \| \| \| \| \| \| \| \| \| \| \| \| \| \| \| \| 15. Paula del Carmen Bonelo \| \| \| \| \| \| \| \| \| \| \| \| \| \| \| \| \| \| \| \| \| \| \| \| \| \| \| \| \| \| \| \| \| \| \| \| \| \| \| \| \| \| \| \| \| \| \| \| \| \| \| \| \| \| 31. María Antonia Navarro \| \| \| \| \| \| \| \| \| \| \| \| \| \| \| \| \| \| \| \| \| \| \| \| \| \| \| \| \| \| \| \| \| \| \| \| \| \| \| \| \| \| \| \| \| \| \| \| \| \| \| \| | |  |  |  |  |  |  |  |  |  |  |  |  |  |  |  |
| | |  |  |  |  |  |  |  |  |  |  |  |  |  |  |  |
| | 16. Martín de Rocha y Melo (tataranieto del hispano-asunceno Miguel Gómez de la Puerta y Saravia, vecino-fundador de la ciudad de Buenos Aires en 1580) |  |  |  |  |  |  |  |  |  |  |  |  |  |  |  |
| | |  |  |  |  |  |  |  |  |  |  |  |  |  |  |  |
| | |  |  |  |  |  |  |  |  |  |  |  |  |  |  |  |
| | 8. Juan José Romualdo Rocha |  |  |  |  |  |  |  |  |  |  |  |  |  |  |  |
| | |  |  |  |  |  |  |  |  |  |  |  |  |  |  |  |
| | |  |  |  |  |  |  |  |  |  |  |  |  |  |  |  |
| | 17. María Pascuala de la Torre y Mena (chozna del alcalde porteño Pedro de Izarra, también vecino-fundador de la ciudad de Buenos Aires en 1580) |  |  |  |  |  |  |  |  |  |  |  |  |  |  |  |
| | |  |  |  |  |  |  |  |  |  |  |  |  |  |  |  |
| | |  |  |  |  |  |  |  |  |  |  |  |  |  |  |  |
| | 4. Juan José Mariano Rocha |  |  |  |  |  |  |  |  |  |  |  |  |  |  |  |
| | |  |  |  |  |  |  |  |  |  |  |  |  |  |  |  |
| | |  |  |  |  |  |  |  |  |  |  |  |  |  |  |  |
| | 18. Juan Miguel de Esparza y Cabral de Melo (bisnieto del regidor porteño Cristóbal Cabral de Melo y Alpoin, tataranieto del teniente de gobernador bonaerense Francisco de Manzanares y de los azorano-portugueses Amador Vaz de Alpoim y de su esposa la infanzona Margarita Cabral de Melo, y trastataranieto del alcalde porteño Francisco Pérez de Burgos) |  |  |  |  |  |  |  |  |  |  |  |  |  |  |  |
| | |  |  |  |  |  |  |  |  |  |  |  |  |  |  |  |
| | |  |  |  |  |  |  |  |  |  |  |  |  |  |  |  |
| | 9. Camila Esparza Cabral de Melo y Alderete |  |  |  |  |  |  |  |  |  |  |  |  |  |  |  |
| | |  |  |  |  |  |  |  |  |  |  |  |  |  |  |  |
| | |  |  |  |  |  |  |  |  |  |  |  |  |  |  |  |
| | 19. Josefa González de Alderete |  |  |  |  |  |  |  |  |  |  |  |  |  |  |  |
| | |  |  |  |  |  |  |  |  |  |  |  |  |  |  |  |
| | |  |  |  |  |  |  |  |  |  |  |  |  |  |  |  |
| | 2. Juan José Rosendo Rocha |  |  |  |  |  |  |  |  |  |  |  |  |  |  |  |
| | |  |  |  |  |  |  |  |  |  |  |  |  |  |  |  |
| | |  |  |  |  |  |  |  |  |  |  |  |  |  |  |  |
| | 20. N. Durán |  |  |  |  |  |  |  |  |  |  |  |  |  |  |  |
| | |  |  |  |  |  |  |  |  |  |  |  |  |  |  |  |
| | |  |  |  |  |  |  |  |  |  |  |  |  |  |  |  |
| | 10. Estanislao Durán |  |  |  |  |  |  |  |  |  |  |  |  |  |  |  |
| | |  |  |  |  |  |  |  |  |  |  |  |  |  |  |  |
| | |  |  |  |  |  |  |  |  |  |  |  |  |  |  |  |
| | 5. Bernardina Durán y Porcel de Peralta |  |  |  |  |  |  |  |  |  |  |  |  |  |  |  |
| | |  |  |  |  |  |  |  |  |  |  |  |  |  |  |  |
| | |  |  |  |  |  |  |  |  |  |  |  |  |  |  |  |
| | 22. N. Porcel |  |  |  |  |  |  |  |  |  |  |  |  |  |  |  |
| | |  |  |  |  |  |  |  |  |  |  |  |  |  |  |  |
| | |  |  |  |  |  |  |  |  |  |  |  |  |  |  |  |
| | 11. Manuela Porcel de Peralta |  |  |  |  |  |  |  |  |  |  |  |  |  |  |  |
| | |  |  |  |  |  |  |  |  |  |  |  |  |  |  |  |
| | |  |  |  |  |  |  |  |  |  |  |  |  |  |  |  |
| | 23. N. de Peralta |  |  |  |  |  |  |  |  |  |  |  |  |  |  |  |
| | |  |  |  |  |  |  |  |  |  |  |  |  |  |  |  |
| | |  |  |  |  |  |  |  |  |  |  |  |  |  |  |  |
| | 1. Dardo Rocha Arana |  |  |  |  |  |  |  |  |  |  |  |  |  |  |  |
| | |  |  |  |  |  |  |  |  |  |  |  |  |  |  |  |
| | |  |  |  |  |  |  |  |  |  |  |  |  |  |  |  |
| | 24. Antonio José Javier López de Xarana |  |  |  |  |  |  |  |  |  |  |  |  |  |  |  |
| | |  |  |  |  |  |  |  |  |  |  |  |  |  |  |  |
| | |  |  |  |  |  |  |  |  |  |  |  |  |  |  |  |
| | 12. Diego José Arana Pabón |  |  |  |  |  |  |  |  |  |  |  |  |  |  |  |
| | |  |  |  |  |  |  |  |  |  |  |  |  |  |  |  |
| | |  |  |  |  |  |  |  |  |  |  |  |  |  |  |  |
| | 25. Leonor Micaela Pabón de Oviedo |  |  |  |  |  |  |  |  |  |  |  |  |  |  |  |
| | |  |  |  |  |  |  |  |  |  |  |  |  |  |  |  |
| | |  |  |  |  |  |  |  |  |  |  |  |  |  |  |  |
| | 6. Diego José Arana Olivera |  |  |  |  |  |  |  |  |  |  |  |  |  |  |  |
| | |  |  |  |  |  |  |  |  |  |  |  |  |  |  |  |
| | |  |  |  |  |  |  |  |  |  |  |  |  |  |  |  |
| | 26. Lucas Florentino de Olivera Sayas y Melo-Coutinho (hijo de Victoria de Melo-Coutinho y Correa, cuyo padre era tataranieto del luso-brasileño Juan de Melo Coutinho y Carvalho y de su esposa la hispano-charqueña Juana de Holguín y Ulloa, unos de los primeros pobladores de Buenos Aires en 1592, y descendiente del teniente de gobernador general cuzqueño Pedro Álvarez Holguín "Perálvarez" y de los capitanes donatarios capixabas Vasco Fernandes Coutinho "el Hijo" y "el Viejo") |  |  |  |  |  |  |  |  |  |  |  |  |  |  |  |
| | |  |  |  |  |  |  |  |  |  |  |  |  |  |  |  |
| | |  |  |  |  |  |  |  |  |  |  |  |  |  |  |  |
| | 13. Victoria de Olivera Ortega |  |  |  |  |  |  |  |  |  |  |  |  |  |  |  |
| | |  |  |  |  |  |  |  |  |  |  |  |  |  |  |  |
| | |  |  |  |  |  |  |  |  |  |  |  |  |  |  |  |
| | 27. Basilia Antonia de Ortega y Carvallo |  |  |  |  |  |  |  |  |  |  |  |  |  |  |  |
| | |  |  |  |  |  |  |  |  |  |  |  |  |  |  |  |
| | |  |  |  |  |  |  |  |  |  |  |  |  |  |  |  |
| | 3. Juana Josefa de la Trinidad Arana Olivera |  |  |  |  |  |  |  |  |  |  |  |  |  |  |  |
| | |  |  |  |  |  |  |  |  |  |  |  |  |  |  |  |
| | |  |  |  |  |  |  |  |  |  |  |  |  |  |  |  |
| | 28. Manuel Merino |  |  |  |  |  |  |  |  |  |  |  |  |  |  |  |
| | |  |  |  |  |  |  |  |  |  |  |  |  |  |  |  |
| | |  |  |  |  |  |  |  |  |  |  |  |  |  |  |  |
| | 14. Francisco Merino |  |  |  |  |  |  |  |  |  |  |  |  |  |  |  |
| | |  |  |  |  |  |  |  |  |  |  |  |  |  |  |  |
| | |  |  |  |  |  |  |  |  |  |  |  |  |  |  |  |
| | 29. María Antonia Troconis |  |  |  |  |  |  |  |  |  |  |  |  |  |  |  |
| | |  |  |  |  |  |  |  |  |  |  |  |  |  |  |  |
| | |  |  |  |  |  |  |  |  |  |  |  |  |  |  |  |
| | 7. Jacinta Merino Bonelo |  |  |  |  |  |  |  |  |  |  |  |  |  |  |  |
| | |  |  |  |  |  |  |  |  |  |  |  |  |  |  |  |
| | |  |  |  |  |  |  |  |  |  |  |  |  |  |  |  |
| | 30. Antonio Bonelo y Merlo |  |  |  |  |  |  |  |  |  |  |  |  |  |  |  |
| | |  |  |  |  |  |  |  |  |  |  |  |  |  |  |  |
| | |  |  |  |  |  |  |  |  |  |  |  |  |  |  |  |
| | 15. Paula del Carmen Bonelo |  |  |  |  |  |  |  |  |  |  |  |  |  |  |  |
| | |  |  |  |  |  |  |  |  |  |  |  |  |  |  |  |
| | |  |  |  |  |  |  |  |  |  |  |  |  |  |  |  |
| | 31. María Antonia Navarro |  |  |  |  |  |  |  |  |  |  |  |  |  |  |  |
| | |  |  |  |  |  |  |  |  |  |  |  |  |  |  |  |
| | |  |  |  |  |  |  |  |  |  |  |  |  |  |  |  |